# Mountelgonia percivali
Mountelgonia percivali – gatunek motyli z podrzędu Glossata i rodziny Metarbelidae.
Gatunek ten opisany został w 2013 roku przez Ingo Lehmanna i nazwany na cześć Arthura Blayneya Percivala.
Samce osiągają 22 mm, a samice 26,5 mm rozpiętości skrzydeł. Głowa żółtoochrowa, opatrzona długimi czułkami i oliwkowymi, czarno nakarapianymi oczami. Przednie skrzydła z wierzchu żółtoochrowe z sepiowymi: większością żyłek i brzegiem kostalnym; od spodu białawożółte z sepiowymi żyłkami i kostalnym brzegiem. Skrzydła tylne białawożółte po obu stronach. Narządy rozrodcze samców odznaczają się unkusem o zaokrąglonych płatkach, które są obrzeżone na 30% szerokości, wielokątnymi walwami ze słabo zesklerotyzowanym i gęsto oszczeconym wyrostkiem oraz gęsto oszczeconym sakulusem. Samice odznaczają się obecnością V-kształtnie zakończonej płytki boczno-brzusznej na ósmym segmencie odwłoka.
Motyl znany z rejonu Mount Elgon od Eldoretu po Kaptagat na wyżynach zachodniej Kenii.